# Colorado Rockies
El Colorado Rockies és un club professional de beisbol estatunidenc de la ciutat de Denver que disputa l'MLB.

## Palmarès
- Campionats de l'MLB (0): -
- Campionats de la Lliga Nacional (1): 2007
- Campionats de la Divisió Oest (0): -

## Evolució de la franquícia
- Colorado Rockies (1993–present)

## Colors
Negre, porpra, argent i blanc.

## Estadis
- Coors Field (1995-present)
- Mile High Stadium (1993-1994)

## Números retirats
- Jackie Robinson 42